# イヴァン・リシャーク・ルドニツィキー
イヴァン・リシャーク・ルドニツィキー（1919年10月27日 ∸ 1984年4月25日）は、ウクライナの歴史学者、政治学者、思想家。近代クライナ政治社会思想、ウクライナ研究史、国家論、民族論などを研究した。

## 来歴
ウィーン生まれ。リヴィウ大学（1937年‐1939年）、ベルリン大学（1940年‐1943年）、プラハ大学（1943年‐1945年）、国際・開発研究大学院（1947年）、コロンビア大学（1951年‐1953年）で学んだ。11年間でラ・サル大学に勤めた後、1967年にアメリカン大学の教授となった。後にカナダへ移住し、1971年以後アルバータ大学で勤めた。1976年に当大学でカナダ・ウクライナ研究機構（Canadian Institute of Ukrainian Studies, CIUS）を創立した。エドモントンで死した。ウクライナ研究、そして独立後のウクライナの政治社会思想に大きな影響に与えた。

## 著作
- Між історією і політикою: статті до історії та критики української суспільно-політичної думки. Мюнхен, 1973
- Essays in Modern Ukrainian History by Ivan L.Rudnytsky. Edmonton, 1987
- Нариси з історії нової України. Львів, 1991
- Історичні есе, т. 1–2. К., 1994.